# لوتینبورگ
شهر لوتینبورگ (به آلمانی: Lütjenburg) در ایالت اشلسویگ-هل‌اشتاین در کشور آلمان واقع شده‌است.